# Satz von Jegorow
Der Satz von Jegorow ist ein Satz aus der Maßtheorie, der den Zusammenhang zwischen punktweiser Konvergenz μ-fast überall und fast gleichmäßiger Konvergenz zeigt. Teils finden sich auch die Schreibweisen Satz von Egorow, Satz von Egorov oder Satz von Egoroff, die auf eine Übertragung des Namens ins Englische oder Französische zurückzuführen sind. Der Satz ist nach Dmitri Fjodorowitsch Jegorow benannt, der ihn 1911  bewies. Die Aussage wurde bereits 1910 von Carlo Severini gezeigt, weshalb sich auch die Benennung als Satz von Egorov-Severini (oder verwandte Schreibweisen) findet.

## Satz
Gegeben sei ein endlicher Maßraum {\displaystyle (X,{\mathcal {A}},\mu )} sowie messbare Funktionen
{\displaystyle f,(f_{n})_{n\in \mathbb {N} }\colon X\to \mathbb {K} }.
Konvergiert die Funktionenfolge {\displaystyle (f_{n})_{n\in \mathbb {N} }} punktweise μ-fast überall gegen {\displaystyle f}, so konvergiert sie auch fast gleichmäßig gegen {\displaystyle f}.

## Beweis
Wir führen den Beweis für {\displaystyle f,(f_{k})_{k\in \mathbb {N} }:\mathbb {R} ^{n}\supset X\rightarrow \mathbb {R} }.
Man betrachte für alle {\displaystyle j,i\in \mathbb {N} } jeweils die Menge der Punkte, auf denen mindestens ein {\displaystyle f_{k}}, für {\displaystyle k\geq j}, stärker als {\displaystyle {\frac {1}{2^{i}}}} von {\displaystyle f} abweicht:
{\displaystyle C_{i,j}:=\bigcup _{k=j}^{\infty }\left\{x\in X:|f_{k}(x)-f(x)|>{\frac {1}{2^{i}}}\right\}}
Es ist klar, dass {\displaystyle \forall i,j:C_{i,j+1}\subseteq C_{i,j}}, da mit größer werdendem {\displaystyle j} Terme in der Vereinigung weggelassen werden. Da außerdem {\displaystyle \mu (C_{i,1})\leq \mu (X)<\infty }, können wir Stetigkeit von Oben ausnutzen und erhalten:
{\displaystyle \lim _{j\rightarrow \infty }\mu (C_{i,j})=\mu \left(\bigcap _{j=1}^{\infty }C_{i,j}\right)=0}
Letztere Gleichheit folgt, da die Menge der Punkte, für die {\displaystyle \lim _{k\rightarrow \infty }|f_{k}(x)-f(x)|>\epsilon } für ein {\displaystyle \epsilon >0} gilt, per Annahme Maß 0 hat. Sei nun {\displaystyle \delta >0}, dann existiert für alle {\displaystyle i} ein {\displaystyle N_{i}>0}, so dass:
{\displaystyle \mu (C_{i,N_{i}})<{\frac {\delta }{2^{i}}}}
Also ist das Maß der Punkte, für die {\displaystyle f_{k}} (für {\displaystyle k>N_{i}}) noch um mehr als {\displaystyle {\frac {1}{2^{i}}}} von {\displaystyle f} abweicht, beliebig klein. Wir vereinigen nun alle {\displaystyle C_{i,N_{i}}} und stellen fest, dass das Maß der Vereinigung immer noch beliebig klein ist (dabei verwenden wir σ-Subadditivität):
{\displaystyle \mu \left(\bigcup _{i=1}^{\infty }C_{i,N_{i}}\right)<\sum _{i=1}^{\infty }{\frac {\delta }{2^{i}}}=\delta }
Auf dem Komplement dieser Vereinigung, {\displaystyle A:=X\setminus \bigcup _{i=1}^{\infty }C_{i,N_{i}}}, konvergieren die {\displaystyle f_{k}} gleichmäßig gegen {\displaystyle f}, denn für beliebiges {\displaystyle \epsilon >0}, finden wir {\displaystyle i}, so dass für {\displaystyle \forall k\geq N_{i}} gilt:
{\displaystyle x\in A\Rightarrow x\notin C_{i,N_{i}}\Rightarrow |f_{k}(x)-f(x)|\leq {\frac {1}{2^{i}}}<\epsilon }
Zusammenfassend haben wir eine Menge gefunden, {\displaystyle A}, deren Komplement in {\displaystyle X} beliebig kleines Maß hat und auf der die {\displaystyle (f_{k})_{k\in \mathbb {N} }} gleichmäßig gegen {\displaystyle f} konvergieren.

## Bemerkungen
- Man hätte zulassen können, dass {\displaystyle f} auf einer Menge mit Maß 0 den Wert unendlich annimmt, indem der Beweis mit {\displaystyle {\tilde {X}}:=X\setminus \{x\in X:f(x)=\infty \}} anstelle von {\displaystyle X} durchgeführt wird.
- Weiter kann die Bedingung {\displaystyle \mu (X)<\infty } nicht weggelassen werden, wie das Beispiel {\displaystyle f_{n}(x)=\chi _{[n,n+1]}(x)} auf {\displaystyle X=\mathbb {R} } zeigt, siehe unten.
- Außerdem ist es im Allgemeinen nicht möglich, eine Menge zu finden, auf der die Konvergenz gleichmäßig ist und deren Komplement Maß 0 hat.
- Da aus der fast gleichmäßigen Konvergenz immer die Konvergenz fast überall folgt, liefert der Satz von Jegorow im Fall eines endlichen Maßraumes die Äquivalenz der beiden Konvergenzarten.

## Beispiel
Das folgende Beispiel zeigt, dass die Aussage bei nicht endlichen Maßräumen im Allgemeinen falsch ist. Betrachtet man die Funktionenfolge
{\displaystyle f_{n}(x)=\chi _{[n,n+1]}(x)}
auf dem Maßraum {\displaystyle (\mathbb {R} ,{\mathcal {B}}(\mathbb {R} ),\lambda )}, so konvergiert diese Funktionenfolge punktweise (fast überall) gegen 0, denn für beliebiges {\displaystyle x} ist für {\displaystyle n\geq \lceil x\rceil +1} immer
{\displaystyle f_{n}(x)-0=\chi _{[n,n+1]}(x)-0=0}.
Aber die Folge konvergiert nicht fast gleichmäßig gegen 0, denn ist {\displaystyle 0<\varepsilon <1}, so gilt für jede messbare Menge {\displaystyle A\subset \mathbb {R} } mit Maß kleiner {\displaystyle \varepsilon } und jedes {\displaystyle n\in \mathbb {N} }, dass {\displaystyle [n,n+1]\setminus A\not =\emptyset }, denn {\displaystyle [n,n+1]} hat Maß 1, kann also nicht in {\displaystyle A} enthalten sein, und daher
{\displaystyle \sup _{x\in \mathbb {R} \setminus A}|f_{n}(x)-0|=1}
für alle {\displaystyle n\in \mathbb {N} }, das heißt auf keinem Komplement einer Menge des Maßes kleiner {\displaystyle \varepsilon } kann gleichmäßige Konvergenz vorliegen.

## Ursprüngliche Formulierung
In der Originalarbeit von Jegorow wurde der Satz nur für Funktionen auf einem Intervall formuliert:
Théorème – Si l'on a une suite de fonctions mesurables convergente pour tous les point d'un intervalle AB sauf, peut-être, les points d'un ensemble de mesure nulle, on pourra tourjours enlever de l'intervalle AB un ensemble de mesure {\displaystyle \eta } aussi petite qu'on voudra e tel que pour l'ensemble complémentaire [ de mesure = {\displaystyle m(AB)-\eta } ] la suite est uniformément convergente.
Übersetzung: Wenn man eine Folge messbarer Funktionen hat, die für alle Punkte eines Intervalls AB konvergiert, bis auf möglicherweise die Punkte einer Menge des Maßes null, so kann man stets aus dem Intervall AB eine Menge des Maßes {\displaystyle \eta }, das so klein ist wie man auch will, entfernen, so dass die Folge auf der Komplementmenge [ mit Maß {\displaystyle m(AB)-\eta } ] gleichmäßig konvergent ist.
Der heutige Begriff der fast gleichmäßigen Konvergenz war noch nicht in Verwendung. Jegorow schlug in derselben Arbeit vor, diese Konvergenz nach Hermann Weyl wesentlich gleichmäßig zu nennen.

## Verallgemeinerungen
Der Satz von Jegorow gilt auch für messbare Funktionen, die Werte in einem separablen metrischen Raum annehmen.